# Acrapex undulata
Acrapex undulata là một loài bướm đêm trong họ Noctuidae.